# Disperse Red 17
Disperse Red 17 ist ein Monoazofarbstoff aus der Gruppe der Dispersionsfarbstoffe, der unter anderem im Textilbereich zum Färben verwendet wird.

## Eigenschaften
Der Farbstoff ist als allergisierend bekannt und wird im Ökotex Standard 100 gelistet.

## Regulierung
Die Verwendung von Disperse Red 17 ist in Deutschland seit 1. Mai 2009 über die Tätowiermittel-Verordnung als Permanent Make-up bzw. Tätowierfarbe verboten. In der EU wurde die Verwendung ab 5. Januar 2022 auf 0,1 % (1000 mg/kg) für ebendiese Verwendung begrenzt.